# Zdeněk Němeček (spisovatel)

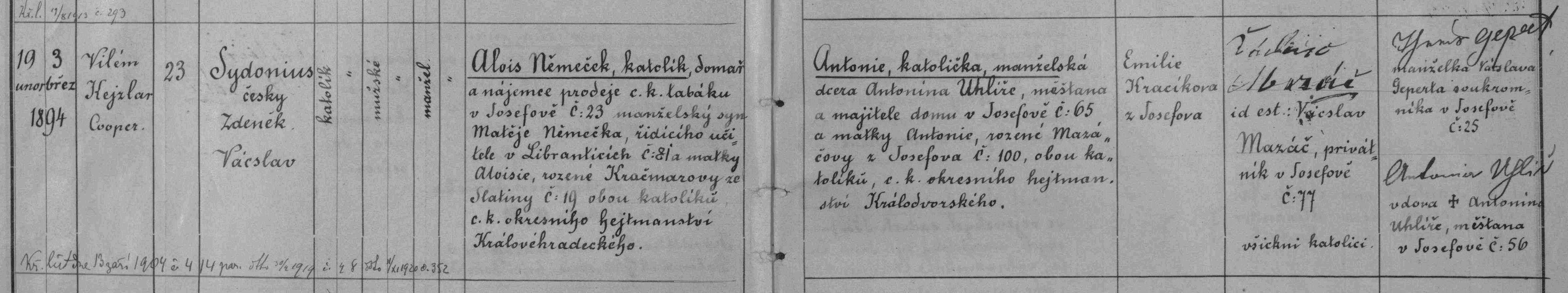
Matriční zápis o narození a křtu Zdeňka Němečka (matrika N 1890-1914 Josefov (SOA Zámrsk))

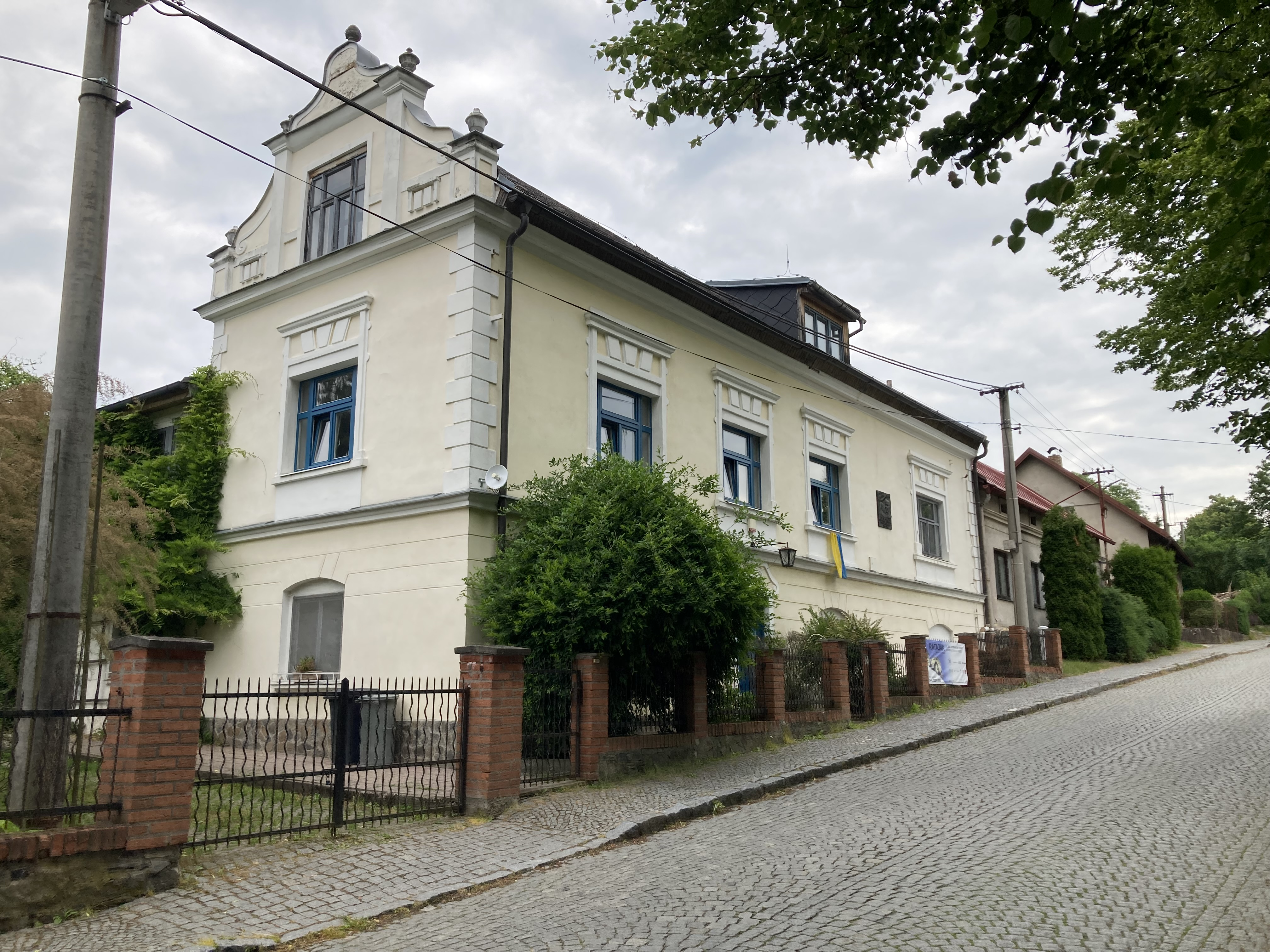
V tomto domě v Ratajích Němeček pobýval

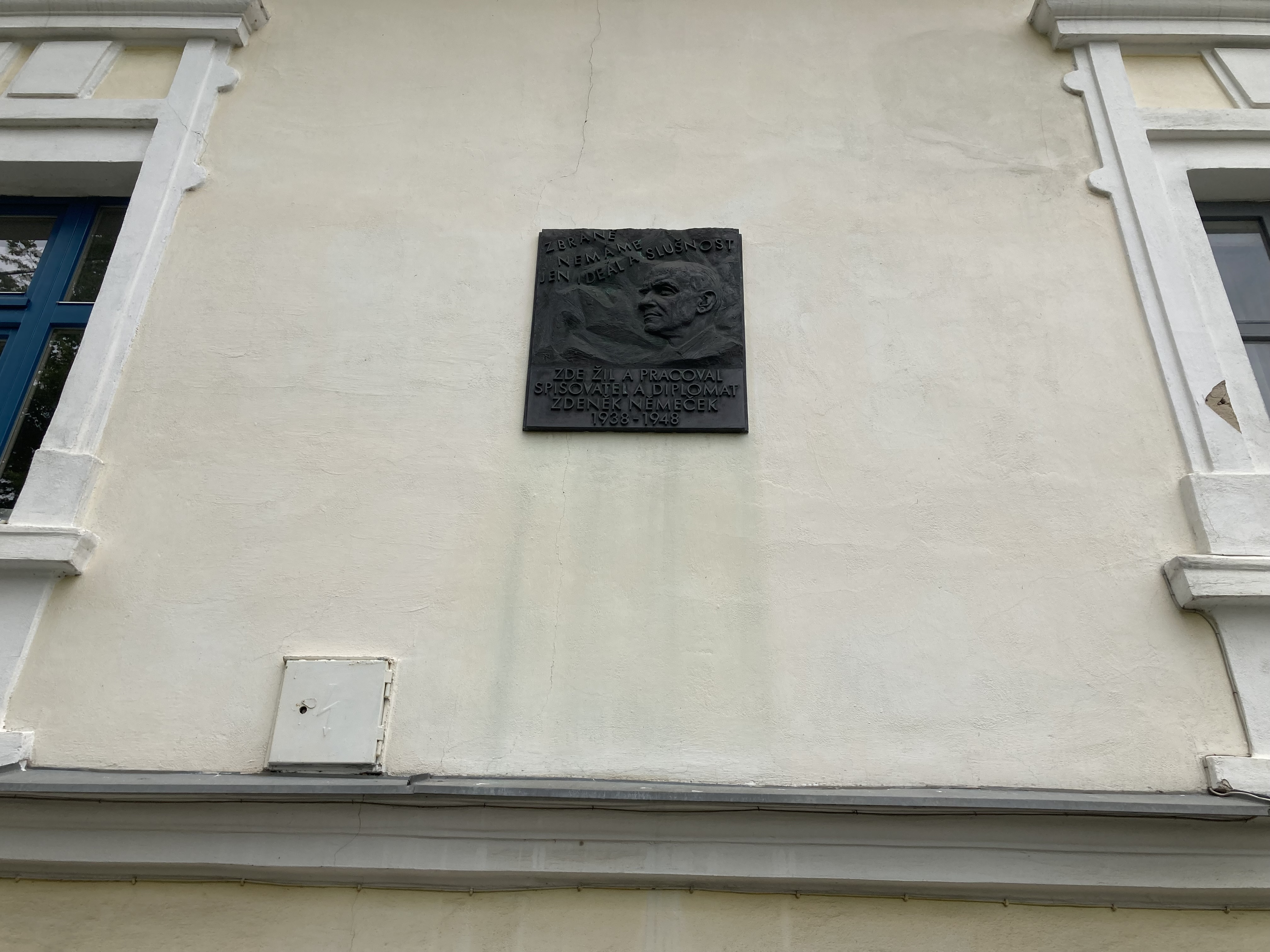
Plaketa na budově

Zdeněk Němeček, křtěný Zdeněk (Sydonius) Václav 19. února 1894, Josefov – 5. července 1957, Mnichov) byl český odbojář, spisovatel, dramatik a diplomat.

## Život

### Mládí a studia
Narodil se v rodině trafikanta (nájemce prodeje c. k. tabáku) v Josefově Aloise Němečka a jeho manželky Antonie, rozené Uhlířové. Při křtu dostal jméno Sydonius Vácslav (s poznámkou v matrice „česky Zdeněk“). V Hradci Králové vystudoval nižší gymnázium a ve studiu pokračoval na obchodní akademii, na které maturoval roku 1912. Poté absolvoval jednoroční kurs při exportní obchodní akademii ve Vídni.

### Pobyt v Rusku a návrat do vlasti
Po krátké předchozí praxi v Hamburku a Terstu nastoupil roku 1910(?) v moskevské filiálce firmy Laurin a Klement. Ihned po vypuknutí války se přihlásil do České družiny, předchůdce ruských československých legií. V Moskvě absolvoval vyšší vojenskou školu, po službě v ruském armádním 24. pluku se v roce 1917 připojil k československým legiím. V nich působil do 31. 12. 1919 a opustil v hodnosti poručíka; po návratu do vlasti byl povýšen na nadporučíka. Po návratu do vlasti získal hodnost nadporučíka ruských legií.

### V diplomatických službách Československa
V Československu pracoval krátce jako spojovací důstojník kontrolní spojenecké komise dozírající na dělení Těšínska. Od listopadu 1920 působil na ministerstvu zahraničních věcí. (Domluvil se rusky, německy, francouzsky, italsky, polsky a anglicky.) V letech 1922–1923 zastával funkci konzulárního atašé v Norimberku, jako konzul či vicekonzul pracoval v New Yorku (1926–1929), Marseille (1932–1936). Ve Španělsku pobýval v letech 1937–1939, nejprve jako legační tajemník v Madridu, do roku1938 chargé d'affaires v Barceloně. Ze Španělska přispíval sloupky do Lidových novin. Navštívil též střední Ameriku a západní Afriku, zahraniční pobyty inspirovaly většinu jeho literárního díla.

### Odbojář za německé okupace
Po obsazení Čech a Moravy nacistickým Německem se od srpna 1939 stal úředníkem Národní a univerzitní knihovny v Praze, v roce 1941 odešel do penze. Zákaz publikování ho postihnul v roce 1942. V penzi často pobýval v Ratajích nad Sázavou.
Do odboje se Zdeněk Němeček zapojil ihned po 15. březnu 1939, kdy vykonal čtrnáctidenní cestu do Francie. Z cesty přivezl především informaci, že pro odchod československých občanů nejsou prozatím v zahraničí vytvořeny podmínky, s výjimkou letců a osob jednotlivě jmenovaných. Spolu s Rudolfem Jílovským a Antonínem Srbou zajišťovali spojení s československým exilem.
Od konce roku 1941 spolupracoval s ilegální zpravodajskou skupinou Parsifal, ve které pracovali např. Arnošt Heidrich, hrabě Jindřich Kolowrat-Krakowský, Leopold Chmela, malíř Otakar Mrkvička a filmař Josef Holman. Skupina Parcifal byla napojena na čsl. exilovou vládu v Londýně a Zdeněk Němeček v ní aktivně působil až do 22. února 1945, kdy ho gestapo zatklo. Do konce okupace byl vězněn ve věznici gestapa v Praze na Pankráci.

### Po 2. světové válce
Po druhé světové válce se stal vyslancem v Dánsku. (Tisk z roku 1946 zaznamenal historku z Kodaně, ve které se Němeček zasloužil o navrácení mistrovského violoncella ukradeného českému virtuosovi.) Když se mu v roce 1948 podařilo, že rodina vycestovala za ním, všichni emigrovali do Kanady. V roce 1951 získal místo ve Svobodné Evropě a rodina se přestěhovala do New Yorku.
Při příležitost vydání slovinského překladu jeho knihy cestoval v roce 1957 do Lublaně. Během cesty v Mnichově náhle zemřel.
V roce 1993 byly jeho ostatky převezeny z New Yorku na Vyšehradský hřbitov v Praze.

### Rodinný život
V roce 1925 se Zdeněk Němeček oženil s Annou Alexejevnou Korovjakovskou, ruskou emigrantkou pocházející ze šlechtické rodiny. Jejich dcera Olga se narodila v USA, v 50. letech 20. století provdala za bývalého tajemníka Huberta Ripky doktora Viléma Brzoráda. Olga Brzorádová své vzpomínky zaznamenala v textu Vzpomínky na mého otce Zdeňka Němečka.

## Posmrtné ocenění
- Zdeněk Němeček je čestný člen PEN Clubu a Společnosti pro vědy a umění[10]
- V roce 1992 obdržel Zdeněk Němeček Řád Tomáše Garrigue Masaryka IV. třídy in memoriam[12]
- V roce 1999 byla Zdeňku Němečkovi odhalena pamětní deska v Ratajích nad Sázavou, na domě, kde pobýval[9]
- V roce 1994 získal in memoriam čestné občanství města Jaroměře[13]

## Dílo

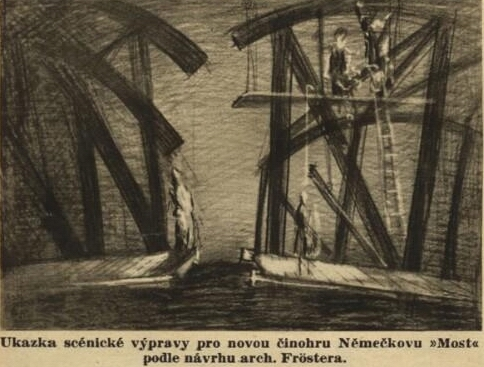
Návrh scény pro hru Most, Stavovské divadlo 1938, návrh Fr. Tröster

Ve svých románech uplatňoval zkušenosti z diplomatických služeb, zajímal se o problematiku vystěhovalectví.

### Příspěvky do periodik
Přispíval do řady periodik, např. Lidové noviny či Přítomnost

### Knižní vydání
- Legionářské novely (Praha, Památník odboje, 1920 a 1922)
- Západoindický deník (v Praze, Ústřední dělnické knihkupectví a nakladatelství, 1929)
- New York: zamlženo (tragické osudy českých řemeslníků v New Yorku na pozadí války, Praha, Družstevní práce, 1932 a Sfinx, Bohumil Janda, 1934)
- Na západ od Panonie (román, líčí podmínky rusínských a slovinských havířů ve Francii, Praha, Sfinx, Bohumil Janda, 1935, 1936, 1940, 1941, 1945, 1946)[p 2]
- Kátinka (Praha, Sfinx, B. Janda, 1936; Josefov, Fr. Večeřa, ilustroval Karel Müller, 1945)
- Vějíř z poledníků (Praha, Evropský literární klub, 1937; Sfinx, Bohumil Janda, 1940, 1941, 1948)
- Dopisy ze Senegambie (v Praze, Fr. Borový, 1938 a V Brně, Lidové noviny, 1938)
- Ďábel mluví španělsky (román ze španělské občanské války, V Brně, Lidové noviny, 1939; Praha, Sfinx (B. Janda), 1939, 1940, 1948)[p 3]
- Ostrovy smaragdového růžence (západoindický deník, Praha, Sfinx, Bohumil Janda, 1940, 1941, 1948)
- Po povídce (autoři František Kožík, Zdeněk Němeček -povídka Na otrokářské lodi ze sbírky Vějíř z poledníků, Miloslav Fábera; upravil a původními litografiemi vyzdobil Emil Kotrba; V Praze, Klub 777 bibliofilů, 1941)
- Evropská kantiléna (V Brně, Svobodné noviny, 1945; Praha, Sfinx, Bohumil Janda, 1946, ilustroval Cyril Bouda)[p 4]
- Islandské dopisy' (cestopis o poválečném Islandu psaný formou dopisů příbuzným a přátelům, s fotografiemi autora, V Praze, Nakladatelství ELKu, 1948)
- Chanson triste ; O dvou Janech (Praha, Karel Synek, 1948)

### Česká vydání v zahraničí
- Tvrdá země (New York, C S Publishing Co, mezi 1955 a 1965)
- Stín a jiné povídky (Lund : Sklizeň svobodné tvorby, 1957)
- Bloudění v exilu (úvod Ferdinand Peroutka; ilustr. a obálka Dorian Destenay, Lund, Sklizeň svobodné tvorby, 1958)
- Ďábel mluví španělsky (Zürich, Konfrontation, 1974)
- Xenia (Zürich, Gute Schriften, 1975)[p 5]

### Posmrtná vydání v Československu a v ČR
- New York - zamlženo (doslov napsal Jiří Opelík; Praha, Československý spisovatel, 1969)
- New York - Zamlženo (komentář Vladimír Papoušek a Milan David, Praha, Nakladatelství Lidové noviny, 2007)
- Tvrdá země (závěrečnou studii napsal Vladimír Papoušek, Praha, Torst, 2008)

### Divadelní hry
- Primus tropicus (Veselohra o třech dějstvích, Praha, F. Švejda, 1925)
- Zač lidský život? (hra o 4 jednáních, V Praze, A. Neubert, 1936) premiéra 23. 10. 1936 ve Stavovském divadle[14]
- Most (hra o třech jednáních s předehrou a dohrou, V Praze, A. Neubert, 1938); premiéra 15. 1. 1938 ve Stavovském divadle[15]
- Balada o Kátince (dramatická báseň o sedmi obrazech, Praha, Fr. Borový, 1940)
- Rukopis času (hra o šesti obrazech, V Praze, A. Neubert, 1945, 1947)
- Penězokaz (hra o pěti jednáních, V Praze, A. Neubert, 1946) premiéra 13. 4. 1946 ve Stavovském divadle[16]

### Filmografie
Zdeněk Němeček napsal texty písní z filmů:
- Modrý závoj (1941, režie Jan Alfréd Hofman, hl. role Vlasta Matulová)
- Bláhový sen (1943, režie Jan Alfréd Hofman, hl. role Nataša Gollová)

Ostatní:
- Zajatý (Filmový scénosled podle povídky Zdeňka Němečka napsal Miroslav Rutte, Praha, Státní výroba celovečerních filmů, výrobní skupina Karel Feix, 1946)

## Zajímavost
V povídce Berberský autobus, která vyšla v roce 1941 v souboru povídek různých autorů Dvanáct poutí světem popsal Zdeněk Němeček příběh českého řidiče Roberta Jaroška, který založil a provozoval v Maroku autobusovou linku na trase Marakeš-Mogador (As-Sawíra).